# 老公看你的
《老公看你的》是江苏卫视推出的一档夫妻挑战节目，于2010年开播，由李好和彭宇主持，現已停播。

## 节目简介
《老公看你的》由江苏卫视和德国71公司共同研发，德国的研发团队是由71公司组织旗下四十几家电视台策划人员组成，节目在德国开播一个多月就创下收视率16.2%的好成绩，收视份额占据同时段50%。江苏卫视的中国版则将在十月推出，是国内，也是全球首档夫妻博弈挑战秀。